# Земя кралица Мери
Земя кралица Мери (на английски: Queen Mary Land) е територия от Източна Антарктида, простираща се между 65°40’ и 66°40’ ю.ш. и 92° и 100°30’ и.д., покрай Индоокеанския сектор на Южния океан. На запад граничи със Земя Вилхелм ІІ, а на изток – със Земя Уилкс. Крайбрежният ѝ участък носи названието Бряг Правда.

## Географска характеристика

### Брегове
Бреговата линия на Земя кралица Мери е силно разчленена, като западната ѝ част попада в акваторията на море Дейвис, а източната – в акваторията на море Моусън. На изток се простира големия шелфов ледник Шакълтън, източно от който далеч навътре в залива Малигинци на море Моусън навлиза континенталния ледник Денман. В шелфовия ледник Шакълтън са „циментирани“ островите Хендерсън и Мейсън, а на запад, на 75 km от брега се намира остров Дригалски. В западния сектор на брега навътре в сушата се вдават заливите Леден, Макдоналд, Фар и Аврора, а в близост до брега са островите Хасуел.

### Релеф
Земя кралица Мери е изцяло е покрита с континентален леден щит, дебелината на който на юг достига до 2000 – 2500 m. Над него стърчат отделни оголени върхове и нунатаки на малки и сравнително ниски крайбрежни планини и възвишения с височина до 1000 m. Във вътрешността надморската височина постепенно се повишава и на места надминава 2700 m.

### Континентални ледници
От крайбрежните ниски планини и възвишения към морския бряг и в шелфовия ледник Шакълтън са „вливат“ малки и сравнително къси континентални ледници. Най-голям е ледника Денмен простиращ с в крайната източна част на региона, като дължината му надхвърля 200 km. В него от изток и запад се „вливат“ вторични ледени езици – Скот, Скрит, Астрономически, Нортклиф, Рид и др. На запад по-малки континентални ледници достигат до бреговете на море Дейвис – Роско, Хелен, Куприянов и Аненков. 

## Историческа справка
Земя кралица Мери е открита през 1912 г. и е частично изследвана и картирана от британската антарктическа експедиция (1911 – 1914), възглавявана от австралийския полярен изследовател Дъглас Моусън, който наименува новооткритата Земя кралица Мери в чест на Мери Тек (1867 – 1953), съпруга на британския крал Джордж V. Впоследствие Земя кралица Мери е детайлно изследвана и картирана от 1-вата Съветска антарктическа експедиция, която на 12 февруари 1956 г. основава полярната станция „Мирни“ (66°33′ ю. ш. 93°01′ и. д. / 66.55° ю. ш. 93.016667° и. д.).